# Sumptäckvävare
Sumptäckvävare (Centromerus levitarsis) är en spindelart som först beskrevs av Simon 1884.  Sumptäckvävare ingår i släktet Centromerus och familjen täckvävarspindlar. Arten är reproducerande i Sverige. Inga underarter finns listade i Catalogue of Life.